# Kingdom for a Heart
Kingdom for a Heart è il primo singolo estratto dall'album Ecliptica - Revisited 15th Anniversary Edition e diciottesimo del gruppo musicale finlandese Sonata Arctica, pubblicato dalla Nuclear Blast il 17 settembre 2014.

## Tracce
Testi e musiche di Tony Kakko, arrangiamenti dei Sonata Arctica.
1. Kingdom for a Heart – 3:47

## Formazione
- Tony Kakko - voce
- Elias Viljanen - chitarra
- Henrik Klingenberg - tastiere
- Pasi Kauppinen - basso
- Tommy Portimo - batteria